# Blitz (uitgeverij)
Blitz was een uitgeverij van strips actief op de Nederlandstalige markt. 
De uitgeverij, gevestigd in Waregem, werd in 1987 opgericht door Ronny Matton. Blitz legde zich toe op albums op groot formaat en met harde kaft. De albums werden in verschillende collecties uitgebracht. De eerste uitgave was Zon der wolven. Daarnaast was er ook de albumreeks Zilverpijl waarin kortere strips (32 pagina's) met slappe kaft werden uitgegeven. Na financiële perikelen ging uitgeverij Blitz in 1992 over in Uitgeverij Talent, eveneens opgericht door Ronny Matton.